# Прем'єр-міністр Сент-Вінсент і Гренадин
Прем'єр-міністр Сент-Вінсент і Гренадин — голова уряду і фактичний керівник держави Сент-Вінсент і Гренадини. Обирається в парламенті держави за підсумками парламентських виборів.

## Список прем'єр-міністрів Сент-Вінсент і Гренадин
Автономія
- 1956—1967 — Теодор Джошуа
- 1967—1972 — Роберт Като
- 1972—1974 — Джеймс Мітчелл
- 1974—1979 — Роберт Като (2 — ий раз)

Незалежність
- 1979—1984 — Роберт Като
- 1984—2000 — Джеймс Мітчелл
- 2000—2001 — Арнім Юстас
- 2001 — і зараз — Ральф Гонсалвіш